# Касаріче
Касаріче (ісп. Casariche) — муніципалітет в Іспанії, у складі автономної спільноти Андалусія, у провінції Севілья. Населення — 5579 осіб (2010).
Муніципалітет розташований на відстані близько 360 км на південь від Мадрида, 110 км на схід від Севільї.
На території муніципалітету розташовані такі населені пункти: (дані про населення за 2010 рік)
- Касаріче: 5095 осіб
- Ель-Рігело: 352 особи
- Кортіхо-Альмеда: 34 особи
- Рібера-Баха: 35 осіб
- Вінья-Дієго: 63 особи

## Демографія
Динаміка населення (INE ):

## Галерея зображень

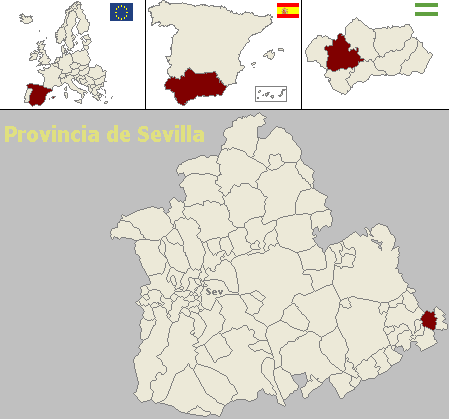
Розташування муніципалітету Касаріче у провінції Севілья
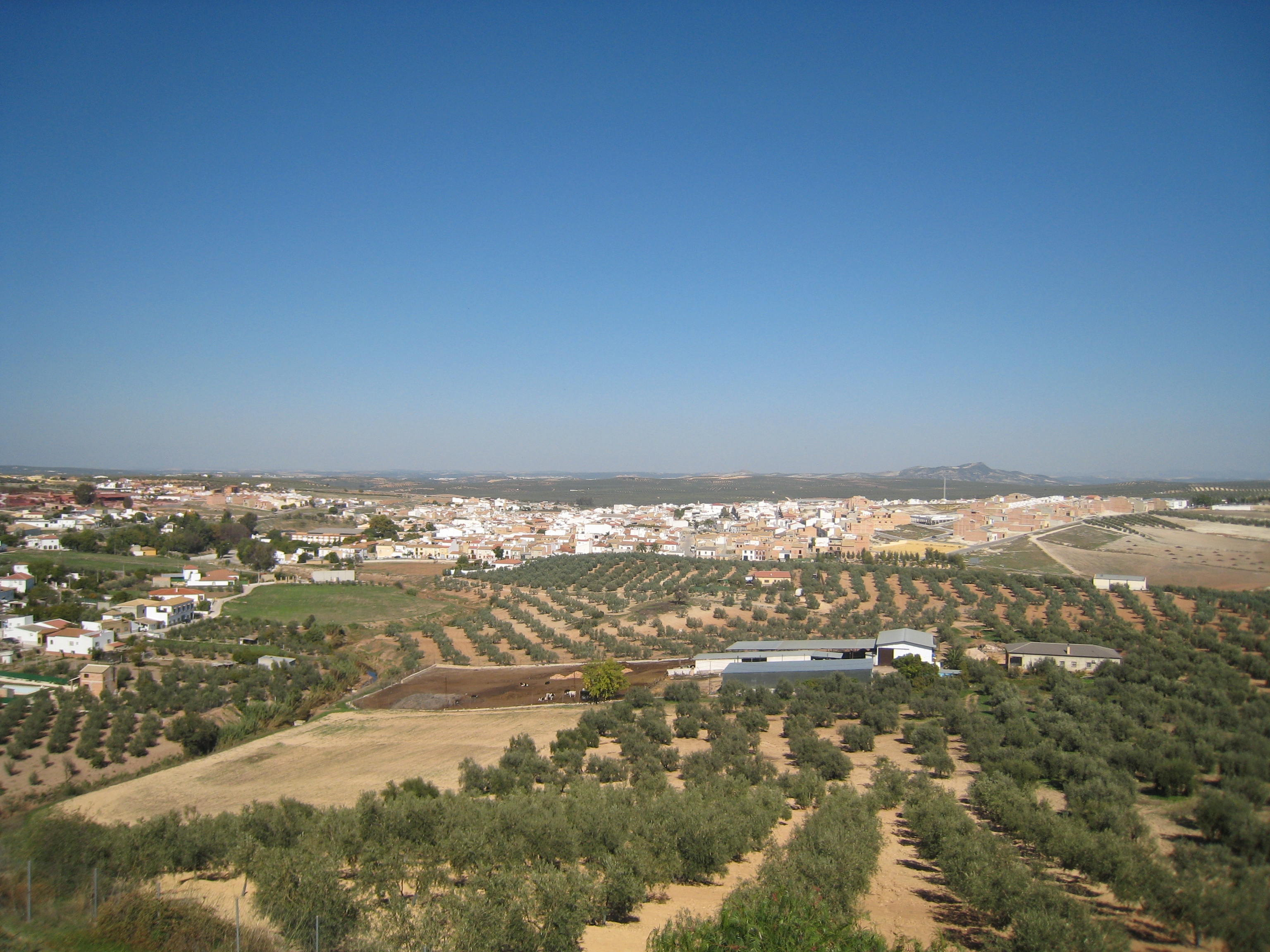
Касаріче, панорама